# Op-20-G
Op-20-G (gelegentlich auch geschrieben OP‑20‑G) war die Bezeichnung einer speziellen Arbeitsgruppe der US Navy, also der Kriegsmarine der Vereinigten Staaten von Amerika, deren Hauptaufgabe während der Zeit des Zweiten Weltkriegs in der Kryptanalyse und Signals Intelligence bestand. Op‑20‑G ist die Abkürzung für „Office of Chief of Naval Operations (OPNAV), 20th Division of the Office of Naval Communications, G Section / Communications Security“. Hauptsitz war das Navy Department building in der amerikanischen Hauptstadt Washington und ab 1942 ein Gebäudekomplex an der Nebraska Avenue, in starker Untertreibung als Naval Communications Annex („Marinekommunikations-Annex“) bezeichnet, in dem CSAW wirkte, die Communications Supplementary Activity (Washington).
Zu den wichtigsten Aufgaben dieser Arbeitsgruppe gehörten die Beobachtung, Entzifferung und Auswertung des feindlichen Marine-Funkverkehrs, insbesondere der Kriegsgegner Japan, Italien und Deutschland. Erfolge konnte Op‑20‑G beispielsweise gegen den mithilfe der Schlüsselmaschine Enigma-M4 verschlüsselten geheimen deutschen U-Boot-Funkverkehr erzielen, wobei spezielle kryptanalytische Maschinen, wie  die elektromechanisch betriebene Duenna, und erste elektronische, sogenannte Rapid Analytical Machines (RAMs), wie Bulldozer, entwickelt und eingesetzt wurden. Die Geheimhaltung innerhalb dieser Gruppe war strenger als beim Bau der Atombombe.
Aufgrund der Erfahrungen, die die Amerikaner mit der Aufsplitterung ihrer kryptanalytischen Dienste im Zweiten Weltkrieg sammelten, insbesondere wegen der Konkurrenz zwischen Navy und Army, ging Op‑20‑G nach dem Krieg in der neu gegründeten Nationalen Sicherheitsbehörde NSA auf.